# Boom! (programma televisivo)
Boom! è stato un game show televisivo a premi italiano, prodotto dalla Endemol Shine Group, andato in onda dal 29 agosto 2016 al 3 maggio 2019 sul NOVE dal lunedì al venerdì, nella fascia di access prime time, con la conduzione di Max Giusti.

## Edizioni
| Edizione | Inizio           | Fine             | Conduzione | Sede                                   | Puntate |
| -------- | ---------------- | ---------------- | ---------- | -------------------------------------- | ------- |
| 1ª       | 29 agosto 2016   | 16 dicembre 2016 | Max Giusti | Studi Antena 3, Barcellona             | 80      |
| 2ª       | 19 dicembre 2016 | 9 giugno 2017    | Max Giusti | Studi Litometalli, Lambrate            | 125     |
| 3ª       | 28 agosto 2017   | 22 dicembre 2017 | Max Giusti | Studios De Paolis, Via Tiburtina, Roma | 85      |
| 4ª       | 1º gennaio 2018  | 27 aprile 2018   | Max Giusti | Studios De Paolis, Via Tiburtina, Roma | 85      |
| 5ª       | 7 gennaio 2019   | 3 maggio 2019    | Max Giusti | Studios De Paolis, Via Tiburtina, Roma | 85      |

## Il programma
Il programma è un quiz, tratto dall'omonimo format israeliano creato dall'azienda Keshet Media Group. Esso ha avuto successo soprattutto in Spagna, su Antena 3, dove ha registrato record di ascolti e al quale s'ispira la versione italiana. Inizialmente, il programma era stato preso in considerazione da Mediaset, intenzionata a programmarlo durante il preserale estivo di Canale 5 per alternarlo ai suoi due game show invernali Avanti un altro! e Caduta libera, ma alla fine il format viene acquistato da Discovery Italia, che lo ha trasmesso su NOVE dal 29 agosto 2016 al 3 maggio 2019.
Gli autori della versione italiana del programma sono: Riccardo Favato, Giuliano Rinaldi, Igor Artibani, Emanuele Del Greco, Lorenzo Faggi, Valentina Morganti, Alessandra Pagliacci e Giuseppe Raffo.
Il programma è stato condotto da Max Giusti, già conduttore in passato di alcuni game show per la Rai come Affari tuoi e Un minuto per vincere.
Discovery divide la prima edizione in due stagioni:
- le prime 50 puntate, che formano la prima stagione, vanno in onda dagli studi di Antena 3 di Barcellona dove viene realizzata la versione spagnola del programma;
- visto il successo ottenuto, il 12 ottobre 2016 il programma viene confermato per altre 140 puntate[1] di cui 30 nuovamente girate nella città catalana;

La seconda edizione viene divisa in tre stagioni:
- a partire dalla puntata del 19 dicembre 2016, il quiz viene realizzato in Italia, negli studi Litometalli di Milano, con un leggero rinnovamento grafico ed una nuova squadra tecnica. Le ultime 10 puntate del 2016 formano la terza stagione;
- con il nuovo anno, le restanti puntate formano la quarta stagione;
- dal 22 maggio 2017, Discovery estende il programma per altre 15 puntate che formano la quinta stagione con qualche piccola modifica alla scenografia.

Il 28 agosto 2017 comincia la terza edizione, questa volta prodotta presso gli Studios De Paolis di Roma, con piccole modifiche al format, oltre a puntate in prime time con squadre VIP.
La terza edizione va in onda per un totale di 85 puntate dal 28 agosto 2017 al 22 dicembre 2017.
Il 3 dicembre 2017, dalle 20:00 alle 21:30, va in onda una puntata speciale dal titolo Boom! Celebrity in cui partecipano due squadre composte da VIP e il cui jackpot (80 000 €) viene devoluto a Save the Children. La puntata ha avuto uno share dell'1,5% e un'audience di 379 000 spettatori. La stessa puntata viene replicata il 25 dicembre 2017 dalle ore 20:20 sino alle 21:40, ottenendo uno share dello 0,7% e un'audience di 141 000 spettatori.
La quarta edizione (sesta secondo Dplay) va in onda per un totale di 85 puntate dal 1º gennaio 2018 al 27 aprile 2018, poi, verso la fine di maggio, viene annunciato che il programma verrà sostituito dal nuovo game show Chi ti conosce? sempre condotto dallo stesso Giusti, in onda dal 27 agosto 2018 e poi sospeso dopo 30 puntate al 5 ottobre 2018.
Data la sospensione per bassi ascolti di Chi ti conosce?, il programma torna in onda dal 7 gennaio al 3 maggio 2019 con una quinta edizione (che DPlay divide in settima e ottava), leggermente rinnovata nei meccanismi di gioco.
Nel corso della trasmissione italiana sono state sei le squadre che riuscirono a disinnescare la bomba d'oro e ad aggiudicarsi il jackpot finale.

## Meccanismo
Nel programma partecipavano due squadre, di cui gli sfidanti sono i rossi e i campioni i blu, composte da quattro persone (tre nella quinta edizione) legate da rapporti di amicizia, di parentela, di lavoro ecc., ognuna con un capitano che non può essere eliminato. Il gioco è articolato in tre fasi, e il meccanismo è quello adottato dalla seconda versione spagnola.

### Prima fase: le bombe singole
Nella prima fase di gioco, la squadra deve disinnescare quattro bombe con quattro o cinque cavi che corrispondono alle risposte, rivelate prima della domanda. Ogni bomba ha un valore diverso crescente: 200 €, 400 €, 600 € e 800 €. Le prime due bombe hanno quattro cavi (azzurro, rosso, giallo e verde) e 45 secondi di tempo per disattivarle; le ultime due hanno cinque cavi (gli stessi delle prime due più l'arancione) e 60 secondi di tempo per disattivarle.
I concorrenti, una volta indossati gli occhiali para-schizzi, devono rispondere alla domanda escludendo le opzioni sbagliate, tale compito spetta al capitano che con una tronchese trancia il cavo. Se la bomba viene disattivata, la squadra conserva il montepremi del valore della domanda; altrimenti, se viene tagliato il cavo della risposta esatta, la bomba esplode liberando un getto di polvere colorata (schiuma colorata nella prima edizione). All'esplosione della bomba, la squadra avversaria decide quale componente della squadra eliminare, ad eccezione del capitano.
Nel caso in cui vengano eliminati tutti i componenti di una squadra, questa va a giocare alla bomba d'argento con il solo capitano.
Al termine di questa fase, in cui è possibile guadagnare fino a 2 000 €, i membri delle squadre che sono rimasti in gioco passano alla seconda fase.
Nella terza e quarta edizione, sono state introdotte tre novità in questa fase: 
- durante il gioco può capitare che la prima o seconda domanda venga posta da VIP, talora anche in studio;
- nella terza bomba la squadra può scegliere l'argomento della domanda su due opzioni, delle quali quella scartata rimane a disposizione in seguito;
- la quarta bomba diventa Bomba doppio Boom in cui tra le cinque opzioni, ci sono due cavi che corrisponderanno a due risposte esatte, aumentando così il rischio di tagliare il cavo collegato alla risposta giusta e far esplodere la bomba.

Nella quinta edizione tra le bombe singole la seconda è sempre a tema musicale e in caso di errore non vi è più l'eliminazione di un componente della squadra.

### La bomba strategica
Introdotta nella quinta edizione, al termine delle bombe singole.
A questa bomba partecipa il capitano di ogni squadra, il quale deve scegliere uno dei sei argomenti proposti. In ogni argomento vi è una domanda con 10 opzioni, di cui 7 sono corrette. A scegliere per primo l'argomento è il capitano della squadra con il montepremi più alto, oppure in caso di parità quello della squadra campione in carica. Il concorrente ha un minuto per provare a dire quante più risposte corrette possibili. In caso di errore, la mano di gioco passa all'avversario, che ha 30 secondi per provare a completare la bomba, dove se commette un errore, ripasserà la mano allo sfidante con il tempo che gli è rimasto. Se uno dei capitani finisce il tempo a disposizione, l'altro continuerà a giocare quella bomba da solo. Ognuna delle bombe termina quando i due concorrenti hanno esaurito il tempo, hanno scoperto i 7 colpi, hanno scoperto le 3 risposte sbagliate o, se è la seconda bomba, quando uno dei due concorrenti ha matematicamente vinto. Inoltre, ciascuno dei due capitani, durante una delle bombe può utilizzare un jolly in cui può consultarsi con i membri della propria squadra per un massimo di 10 secondi. Dopo le due bombe, il concorrente che ha dato più risposte esatte vincerà questa fase. In caso di parità, 2 bombe strategiche saranno giocate con le stesse regole ma con argomento casuale. I due capitani, si alterneranno per dare una risposta senza limiti di tempo e senza poter utilizzare il jolly, a partire da quello che ha raggiunto il pareggio. In caso di ulteriore parità, si gioca un'ultima bomba. Il vincitore di questa fase avrà il diritto di scegliere tra uno dei seguenti tre bonus:
- Eliminare un membro della squadra avversaria;
- Aumentare di 10 secondi il tempo di gioco della bomba d'argento della propria squadra;
- Ridurre di 10 secondi il tempo di gioco della bomba d'argento alla squadra avversaria.

Gli argomenti non scelti nel gioco restano a disposizione nelle successive puntate.

### Seconda fase: la bomba d'argento
In questa fase, giocano i membri delle squadre che sono rimasti in gioco e devono rispondere in due minuti al maggior numero di domande possibili per aumentare il montepremi accumulato nella prima fase. Le domande hanno due opzioni di risposta e ad ogni risposta esatta il montepremi aumenta di 200 €; in caso contrario, ad ogni risposta sbagliata o effettuata dal concorrente sbagliato o fuori tempo (dopo 4 secondi) diminuisce di 100 €. La somma di denaro più grande è stata raggiunta il 26 febbraio 2019 per un totale di 6.600 €.
Ad ogni domanda risponde un solo membro della squadra; se sbaglia a rispondere, passa la mano al compagno che continua il gioco.
Al termine di questa fase, la squadra che avrà accumulato il montepremi più alto va alla fase finale, mentre l'altra viene eliminata.
Se entrambe le squadre al termine della prima fase hanno accumulato lo stesso montepremi, a iniziare è la squadra campione.
In caso di parità al termine dei due minuti, partecipano allo spareggio i due capisquadra, i quali devono rispondere ad una serie di domande a oltranza sempre con due opzioni di risposta: se un caposquadra sbaglia o risponde fuori tempo e l'avversario dà la risposta esatta, la squadra che avrà risposto esattamente andrà alla bomba d'oro.

### Terza fase: la bomba d'oro
La squadra finalista, per vincere il jackpot di puntata che parte da 50.000 € (10.000 € nella prima e seconda edizione) e cresce di 5 000 € di puntata in puntata qualora non venga assegnato, deve rispondere entro tre minuti a 15 domande a risposta aperta rappresentate da piccole bombe (virtuali a partire dalla seconda edizione), collegate alla bomba madre, con la possibilità di passare o di sbagliare nel primo giro. Se la squadra risponde correttamente a dieci domande, vince il montepremi accumulato in puntata; se risponde correttamente a tutte e quindici le domande vince il jackpot. Se la squadra risponde a meno di dieci domande non vince nulla.
Nel secondo giro, se la squadra ha saltato qualche domanda, può decidere l'ordine di risoluzione delle domande, senza però sbagliare più: in caso di errore la bomba d'oro esplode, liberando un getto di schiuma colorata, in seguito, polvere colorata.
Indipendentemente dal risultato, la squadra finalista torna di diritto nella puntata successiva.
All'inizio della terza edizione, pur non essendo stato vinto, il jackpot (ammontante a 455 000 €) è ripartito da 50 000 €.
Il 21 marzo 2018 il jackpot tocca per la prima volta quota 500 000 € per poi arrivare a 570 000 €, il premio più alto mai assegnato.
Nella quinta edizione, il jackpot crescente è stato abolito e il montepremi massimo che si può vincere in una puntata è di 100 000 €.